# Heterogamus chloroticus
Heterogamus chloroticus är en stekelart som först beskrevs av Shestakov 1940.  Heterogamus chloroticus ingår i släktet Heterogamus och familjen bracksteklar. Inga underarter finns listade i Catalogue of Life.